# Warning (альбом Сонми)
Warning (с англ. — «Опасность») — второй мини-альбом южнокорейской певицы Сонми. Он был выпущен 4 сентября 2018 года компанией Makeus Entertainment. Это ее первый сольный корейский альбом с момента выхода Full Moon в феврале 2014 года. «Gashina» была выпущена в качестве ведущего сингла.

## Предпосылки и релиз
22 августа 2017 года Сонми выпустила свой третий сингл «Gashina», который стал ее первым релизом с момента расформирования Wonder Girls и истечения срока ее контракта с JYP Entertainment. Песня имела коммерческий успех и возглавила цифровой чарт Gaon, продав более 1 100 000 цифровых загрузок по состоянию на декабрь 2017 года. Её четвертый сингл «Heroine» был выпущен 18 января 2018 года и достиг 2-го места в цифровом чарте Gaon. Он был спродюсирован The Black Label, обозначение ее второй совместной работы с YG, после «Gashina».
11 июля стало известно, что Сонми официально приступила к работе над своим новым альбомом. В ответ на сообщения ее агентство MAKEUS Entertainment подтвердило, что она готовится к возвращению в сентябре. 20 августа агентство показало первый тизер для ее нового альбома Warning в Twitter вместе с датой релиза, установленной на 4 сентября. 26 августа, трек-лист был опубликован через официальные каналы в социальных сетях агентства. «Siren» была выпущена 4 сентября вместе с альбомом и музыкальным видео. Он возглавил цифровую диаграмму Gaon, став вторым номером Сонми на диаграмме. В поддержку альбома Сонми отправилась в свой первый сольный Мировой тур, посетив города в Северной Америке.

## Трек-лист
| №                   | Название                   | Текст песни                | Музыка              | Arrangement         | Длительность |
| ------------------- | -------------------------- | -------------------------- | ------------------- | ------------------- | ------------ |
| 1.                  | «Addict»                   | Sunmi                      | Sunmi, Frants       | Frants              | 1:52         |
| 2.                  | «Siren» (사이렌)           | Sunmi                      | Sunmi, Frants       | Frants              | 3:19         |
| 3.                  | «Curve» (곡선)             | Sunmi                      | Kriz, TOMOKA IDA    | TOMOKA IDA          | 3:37         |
| 4.                  | «Black Pearl»              | Sunmi                      | Sunmi, Frants       | Frants              | 3:19         |
| 5.                  | «Gashina» (가시나)         | Teddy, Sunmi, Joe Rhee, 24 | Teddy, 24, Joe Rhee | 24, Joe Rhee        | 3:00         |
| 6.                  | «Heroine» (주인공)         | Teddy, Sunmi               | Teddy, 24           | 24                  | 3:15         |
| 7.                  | «Secret Tape» (비밀테이프) | Sunmi                      | Sunmi, Frants       | Sunmi, Frants       | 1:32         |
| Общая длительность: | Общая длительность:        | Общая длительность:        | Общая длительность: | Общая длительность: | 19:59        |

## Чарты
| Чарты (2018)             | Пиковые позиции |
| ------------------------ | --------------- |
| Республика Корея} (Gaon) | 9               |

## Продажи
| Чартв                   | Продажи |
| ----------------------- | ------- |
| Республика Корея (Gaon) | 8,455   |